# Легран, Эмиль
Эмиль Луи Жан Легран (фр. Émile Legrand; 30 декабря 1841, Фонтене-ле-Мармьон — 28 ноября 1903, Париж) — французский ориенталист, византинист, лингвист, эллинист, специалист по средневековому и современному греческому языку, библиограф
, профессор Школы восточных языков в Париже (теперь Национальный институт восточных языков и культур).

## Биография
Сын плотника и кружевницы, в юности предназначался для священства, учился в семинариях Байе и Лизье, затем в средней школе Кана; в 1867 году решил продолжить изучение греческого языка и литературы в Париже.
С 1875 года преподавал современный греческий язык в Школе восточных языков, в 1887—1903 годах был заведующим кафедрой. Его предшественником на посту был Эммануэль Миллер. Одним из его учеников был голландец Дирк Кристиан Хесселинг.
Автор новогреческой грамматики, франко-новогреческого словаря и в соавторстве — руководства по произношению новогреческого языка и хрестоматию (сборник текстов для школ).
При составлении «Греческой библиографии» имел обширную переписку со многими учёными  современниками. Среди его русских корреспондентов были И.В.Помяловский, библиотекарь Пантелеймонова монастыря иеросхимонах о. Матфей (Ольшанский) и А.И.Кирпичников и др.
Особое внимание уделял сбору народных песен, в том числе на итало-румейском языке и сказкам. В 1843 году обнаружил ценные фрагменты текстов древнегреческого историка и философа  Николая Дамасского в Эскориале, а вместе с Константиносом Сатасом в 1875 году наткнулся на трапезундскую рукопись  Дигениса Акритаса. Он также отредактировал короткие гадательные тексты, так называемые, оракулы Льва Мудрого и вместе со своим учителем Эммануэлем Миллером три стихотворения Феодора Продрома.